# Vanhoeffenura robustissima
Vanhoeffenura robustissima là một loài chân đều trong họ Munnopsidae. Loài này được Monod miêu tả khoa học năm 1925.